# NGC 5004C
NGC 5004C في الفهرس العام الجديد، هي مجرة، تقع في كوكبة العذراء. اكتشفت في 31 مارس 1881 بواسطة فيلهلم تمبل.

## روابط خارجية
- NGC 5004C على موقع ويكي سكاي: DSS2, SDSS, GALEX, IRAS, Hydrogen α, X-Ray, Astrophoto, Sky Map, Articles and images